# El Llano del Compromiso
El Llano del Compromiso är en ort i kommunen Ocoyoacac i delstaten Mexiko i Mexiko. Samhället hade 1 733 invånare vid folkräkningen år 2020.